# ريان تايلور (لاعب كرة قدم بريطاني)
ريان تايلور (بالإنجليزية: Ryan Taylor) (4 مايو 1988 في المملكة المتحدة - ) هو لاعب كرة قدم بريطاني في مركز الهجوم. لعب مع أكسفورد يونايتد ونادي إكزتر سيتي ونادي بريستول سيتي ونادي بورتسموث ونادي بيرتن ألبيون ونادي روذرهام يونايتد.

## وصلات خارجية
- ريان تايلور على موقع قاعدة بيانات كرة القدم.إي يو (الإنجليزية)
- ريان تايلور على موقع Soccerbase.com (لاعب) (الإنجليزية)